# Muellerius capillaris
Muellerius capillaris är en rundmaskart som först beskrevs av Müller 1889.  Muellerius capillaris ingår i släktet Muellerius och familjen Protostrongylidae. Arten är reproducerande i Sverige. Inga underarter finns listade i Catalogue of Life.